# 雍己
雍己（ようき）は殷朝の第8代王。太庚の子。小甲の弟。亳に都した。雍己の在世中には、殷の勢いが衰え、諸侯が朝見しなくなったという。